# Cagliari Calcio
Cagliari Calcio er en italiensk fodboldklub fra byen Cagliari på Sardinien. Klubben blev grundlagt den 20. august 1920 og spiller sine hjemmekampe på Stadio Sant'Elia. På nuværende tidspunkt er Cagliari placeret i Serie A.
Cagliari vandt sit hidtil eneste mesterskab i sæsonen 1969-70 med klublegenden og landsholdstopscoreren Luigi Riva på holdet.

## Om klubben i dag
Cagliari kæmper for at holde pladsen i Seria A i den aktuelle sæson, 2014/2015. Med salget af holdets store profil Victor Ibarbo, bliver overlevelsen endnu sværere end først antaget. Klubbens fans er dog passionerede, og stoler på mandskabet og Zola (træneren). 